# Rodrigo Dosma
Rodrigo Dosma Delgado (Badajoz, 20 de julho de 1533 — Badajoz, 9 de agosto de 1599) foi um humanista e historiador espanhol. Era filho de Luis Delgado, cónego de Badajoz, que tinha sido muito ativo em todos os conflitos relacionados com a Guerra das Comunidades de Castela, e de Francisca Rodríguez Pacheco. Teve pelo menos três irmãos e duas irmãs, conforme se deduz pelo seu testamento.

## Biografia
Desconhece-se onde estudou, embora na sua única obra publicada em vida se identificasse como pacensi canonico, magistro theologo Salmanticensi, o que tem servido de fundamento para supor que se formou em Salamanca, embora não se encontrem registos seus na extensa documentação da Universidade de Salamanca. Obteve o grau de doutor, possivelmente em teologia, pois é com essa designação que aparece na documentação catedralícia.
Além dos conhecimentos comuns para a época, atribuem-se-lhe conhecimentos de grego, hebraico, sírio e latim, chegando a afirmar-se que  colaborou com Benito Arias Montano na sua obra bíblica, embora o seu nome não conste na extensa documentação e investigação sobre esse estudioso. Também se diz que viajou muito, apesar de só haver certeza sobre uma estadia em Roma em 1580.
Em 1574 tomou posse de um lugar de cónego em Santiago de Compostela, a que renunciou no ano seguinte a favor do seu irmão Álvaro Pérez de Osma. A 18 de agosto de 1578 tomou posse como cónego na catedral de Badajoz, tendo sido posteriormente ordenado como sacerdote, o que era habitual na época. Há registos da sua presença continuada no cabido de Badajoz entre 1580 e 1584. As suas relações com o conjunto do cabido não devem ter sido boas, como atesta o conflito jurídico entre Dosma e a corporação entre 1583 e 1587 sobre o direito do primeiro de entrar no coro com bordão, o qual possivelmente indica outro tipo de enfrentamentos menos explícitos.
Quando morreu deixou instruções no seu testamento sobre o seu enterro e legados familiares e pessoais, para que se publicassem os seus livros inéditos e que as suas casas e fortuna fossem destinadas à criação de um seminário, que foi o germe do atual Seminário Metropolitano de San Antón e que só seria construído em 1664. Foi sepultado no claustro da catedral de Badajoz.

## Obras
Apesar de ser um escritor prolífico, Dosma só publicou uma obra em vida, sendo as restantes publicadas postumamente, cumprindo as suas disposições testamentárias.
A obra publicada em vida foi “De authoritate sacrae scriturae ea introductorum libri III, Pinciae: per Didacum Ferdinandez a Cordoba Regium Typographum”, de 1594.
As obras editadas postumamente foram:
- Ad Santorum quatuor evangeliorum cognitionem spectintia opera ... Matriti, Ex tipographia Regia, 1601.
- Expositio sive Paraphrasis in sacros centum quinquaginta Psalmos et cantica canticorum, Madrid, Ludovico Sánchez, 1601.
- Tratado del sacramento de la Penitencia y Calidad del confessor y penitentes, Madrid, Imprenta Real, 1601.
- Diálogos Morales, Madrid, Imprenta Real, 1601.
- Discursos pátrios de la Real ciudad de Badajoz, Madrid, Imprenta Real, 1601. Esta obra foi reeditada por Vicente Barrantes e pela Comisión de Monumentos Históricos de Badajoz em 1870.[1]

Fragmentos no Manuscrito 8899, folios 30-31, da Biblioteca Nacional da Espanha:
- Itinerario. Pone Antonino dos caminos de Lisbona a Mérida.
- Post multos annos, quam circuli quadraturam anno servatoris nati 1557.

Obras não publicadas e desaparecidas:
- De gramática castellana
- De confesión
- De cosas de devoción en versos
- De arte poética
- De música
- De retórica
- De comuni mathematica, libri III
- De arithmetica, libri III
- De perspectiva, libri II
- De sphaeris, libri III
- De computo eclesiástico, liber I
- De ponderibus et potentiis et machinis, libri III
- De geometria cum parergis et conicis, libri VI
- Annotationes in Euclidem, Archimedem et alios
- Conicorum, libri IV
- De monetis et mensuris

A lista de títulos dá uma ideia da amplitude e diversidade dos interesses de Dosma, com atenção especial a temas das Escrituras e relacionados com a sua condição de sacerdote, além de um interesse por questões matemáticas.

### Discursos Patrios de la Real Ciudad de Badajoz
Não obstante o seu ecletismo, a principal contribuição como autor de Dosma foi como historiador, concretizada numa única obra, possivelmente inacabada, os “Discursos Patrios de la Real Ciudad de Badajoz” é a obra mais relevante de Dosma. Nesse livro é construída uma história da cidade de Badajoz segundo as perspetivas habituais da época: demonstrar a sua enorme antiguidade e filiação romana, ao mesmo tempo que se elabora uma sucessão eclesiástica ininterrupta com início nas primeiras predicações apostólicas, com o objetivo de afirmar a importância da cidade e da sua história. Foi o normal nessa época e coincide com a redação e primeiras controvérsias sobre os falsos Cronicones.
Para sustentar a sua tese, contra toda a lógica racional e científica, Dosma dedicou grande parte da sua obra a demonstrar que Badajoz foi a Pax Julia romana, que na realidade se situou em Beja (quando esta hipótese se tornou insustentável inventou-se a cidade romana inexistente de Pax Augusta como antecessora de Badajoz, um mito ainda vigente em alguns setores).
Elaborou também um "Catálogo dos bispos", com início no ano 352 e que vai até à conquista islâmica da Península. tomando livremente o episcopológio de Beja e outras fontes, atribuindo-lhes a diocese badajocense. Para cobrir o período islâmico, recorreu a uma lápide que disse ter sido encontrada na sua própria casa, com doze versos dodecassílabos acrósticos dedicados a um bispo Daniel do ano 1000, que interpretou livremente. Dado que só Dosma viu a inscrição, da qual não se sabe o paradeiro, suspeita-se fortemente que fosse mais uma de tanats falsificações epigráficas da época.
Para os bispos posteriores à conquista cristã da cidade, apoiou-se na documentação ao seu alcance e, apesar de não estar isenta de erros, constitui um episcopológio bastante fiável.
A importância de Dosma deve-se principalmente ao facto de ser o primeiro historiador de Badajoz, que foi fonte de onde partiram muitos dos que se ocuparam do tema e que impôs um modelo interpretativo que durou vários séculos, que só recentemente começou a ser desmontado sob perspetivas críticas e científicas.